# Scars of Dracula
Scars of Dracula (br O Conde Drácula) é um filme de terror britânico de 1970, dirigido por Roy Ward Baker para a Hammer Film Productions. 
É a quinta aparição de Christopher Lee como o Conde Drácula, papel que marcou a sua carreira.

## Sinopse
O Conde Drácula, o mais cruel vampiro da história, renasce das cinzas, para atormentar os moradores de um pequeno vilarejo da Inglaterra. Um jovem fugitivo da polícia esconde-se no castelo da vampiro sem saber o que o espera. O povo revoltado invade o castelo e tenta destruir o antro de perversão do monstro. Porém, o Príncipe das Trevas está de volta mais terrível do que nunca e dará início a um ritual sádico e perverso em busca de vingança.
Christopher Lee mais uma vez representa um de seus mais importantes papéis no cinema, no filme considerado o mais violento de toda a série.

## Elenco
- Christopher Lee (Conde Drácula)
- Dennis Waterman (Simon Carlson)
- Jenny Hanley (Sarah Framsen)
- Christopher Matthews (Paul Carlson)
- Michael Gwynn (The Priest)
- Michael Ripper (Landlord)
- Patrick Troughton (Klove)
- Anouska Hempel (Tania)
- Wendy Hamilton (Julie)
- Bob Todd (Burgomaster)